# Leon Widermański
Leon Widermański (ur. 8 marca 1902 w Poznaniu, zm. 9 sierpnia 1965 w Poznaniu) – szachista polski, mistrz Wielkopolski i Poznania.
Przez całe życie związany z Poznaniem, pobierał tam nauki szkolne (dobrze poznając w tych latach język niemiecki), a po skończeniu kursu rachmistrzowskiego pracował jako księgowy. Od lat 20. XX wieku uczestniczył w życiu szachowym Poznania.
W 1927 debiutował jako gracz turniejowy; znalazł się wówczas w reprezentacji na mecz między Poznaniem i Gnieznem, rozgrywany w kawiarni „Ziemiańskiej”, ale w swoim pojedynku nie sprostał zawodnikowi Radwańskiemu. W 1928 w symultanie mistrza świata Aleksandra Alechina zdołał wywalczyć remis. Rok później po raz pierwszy wziął udział w mistrzostwach Poznania i z dorobkiem 10,5 punktów podzielił V-VI miejsce; w jednej z partii pokonał wielokrotnego mistrza miasta, Antoniego Wojciechowskiego. Niebawem swoją przynależność do poznańskiej czołówki szachowej Widermański potwierdził tytułem mistrza Poznania (1931), a tuż przed wybuchem II wojny światowej - mistrza Wielkopolski (1939). Wielokrotnie plasował się w czołówce mistrzostw Poznańskiego Klubu Szachistów, w tym sięgając po mistrzostwo w 1934, 1935 i już po wojnie w 1946 i 1949. Jednym z jego czołowych rywali, obok Antoniego Wojciechowskiego, był pastor ewangelicko-augsburski Arthur Rhode, superintendent diecezji ostrzeszowskiej, który trzykrotnie triumfował w mistrzostwach klubu.
Widermański próbował swoich sił także na arenie krajowej. W 1935 zajął XII miejsce w turnieju przedolimpijskim w Łodzi, notując m.in. zwycięstwo nad znanym graczem warszawskim Henrykiem Młynkiem. W 1936 w turnieju eliminacyjnym mistrzostw Polski w Częstochowie zajął VII-VIII miejsce i awansował do finału w Juracie w 1937; tam jednak, w turnieju rozegranym w obsadzie międzynarodowej, nie odegrał żadnej roli i zajął ostatnie, XXII miejsce. Zdołał zaledwie zremisować jedną partię, z Łotyszem Fricisem Apšenieksem. Mimo słabego wyniku otrzymał pochwały zwycięzcy imprezy Ksawerego Tartakowera, który w „Przeglądzie Szachowym” docenił postawę Widermańskiego („filozoficzny uśmiech i sportowy spokój” nawet „w wypadkach najgorszego pecha”) i jego umiejętności, a rezultat usprawiedliwiał brakiem doświadczenia i turniejowej rutyny.
W ostatnich latach przed wybuchem II wojny światowej Widermański był aktywnym działaczem Poznańskiego Klubu Szachistów (w 1939 wybrany na skarbnika), a w Okręgowym Związku Szachowym pełnił od 1936 funkcję kapitana sportowego. Szachową aktywność kontynuował także po wojnie. W 1946 został wicemistrzem Poznania i uzyskał prawo startu w półfinale mistrzostw Polski; w turnieju rozegranym w Lądku-Zdroju w 1947 V miejsce zapewniło mu z kolei ponowny awans do turnieju finałowego krajowego czempionatu w Krakowie (1948). Podobnie jak przed wojną nie był to występ udany, Widermański zdobył jedynie 4½ pkt i zajął ostatnie miejsce (XXI), chociaż niespodziewanie pokonał broniącego tytułu Bogdana Śliwę.
W 1949 po raz ostatni zdobył tytuł mistrza Poznańskiego Klubu Szachistów, wspólnie z Romanem Tylkowskim i Andrzejem Kwileckim (późniejszym profesorem socjologii Uniwersytetu Poznańskiego). Od początku lat 50. stopniowo wycofywał się z aktywnego życia turniejowego, ograniczając się raczej do rywalizacji w drużynowych mistrzostwach Polski w reprezentacji Poznania (w imprezach tych występował już w latach międzywojennych). Zajął się też działalnością popularyzatorską, m.in. przygotowywał opracowanie o historii Poznańskiego Klubu Szachistów, oraz szkoleniem młodzieży. Zmarł w sierpniu 1965 w Poznaniu.